# استفتاء جمهورية صرب البوسنة (1993)
استفتاء من جزأين تم إجرائه في جمهورية صرب البوسنة في 15 و 16 مايو 1993. سُئل الناخبون عما إذا كانوا يوافقون على خطة فانس أوين للسلام وما إذا كان ينبغي لجمهورية صرب البوسنة أن تنضم إلى بلد آخر.
على الرغم من أن الرئيس رادوفان كاراديتش قد وقع على خطة فانس أوين للسلام في 30 أبريل إلا أن الجمعية الوطنية رفضتها في 6 مايو وأحيلت لاحقا إلى الاستفتاء. تم رفضه لاحقا من قبل 97٪ من الناخبين بينما تمت الموافقة على اقتراح السماح للمنطقة بالانضمام إلى دول أخرى بنسبة مماثلة.
أشار الوسطاء إلى الاستفتاء بأنه «زائف».

## النتائج
| السؤال                                             | نعم       | نعم   | لا        | لا    | باطلة/ فارغة | مجموع الأصوات | الناخبون المسجلون | المعدل | النتيجة |
| السؤال                                             | الأصوات   | %     | الأصوات   | %     | باطلة/ فارغة | مجموع الأصوات | الناخبون المسجلون | المعدل | النتيجة |
| -------------------------------------------------- | --------- | ----- | --------- | ----- | ------------ | ------------- | ----------------- | ------ | ------- |
| فانس أوين للسلام                                   | 35,212    | 3.21  | 1,060,348 | 96.79 | 6,657        | 1,102,223     | 1,200,772         | 91.79  | مرفوض   |
| جمهورية صرب البوسنة حرة في الانضمام إلى بلدان أخرى | 1,061,140 | 96.87 | 34,323    | 3.13  | 6,754        | 1,102,223     | 1,200,772         | 91.79  | مقبول   |
| المصدر: الديمقراطية المباشرة                       |           |       |           |       |              |               |                   |        |         |